# Містер Олімпія 1970
Містер Олімпія 1970 (англ. Mr. Olympia 1970) — шостий в історії конкурс «Містер Олімпія» і одне з найбільш значущих міжнародних змагань з культуризму, що пройшло під егідою Міжнародної федерації бодібілдингу (англ. International Federation of Bodybuilding). Змагання відбулося у вересні 1970 року в США.
Переможцем вперше став 23-річний австрієць Арнольд Шварценеггер, який здобув гору над торішнім володарем титулу кубінцем Серхіо Оліва. Коли після тривалого позування судді ніяк не могли визначити переможця, Арнольд сказав: — «Серджіо, ми надто втомилися сьогодні, настав час закінчувати», Серджіо погодився, припинив позувати і пішов зі сцени, а Арнольд переможно підняв руки. Збоку здавалося, що Серхіо визнав свою поразку і здався. Хитрість Арнольда спрацювала і судді віддали йому перемогу в конкурсі.
Ця перемога стала першою для Арнольда Шварценеггера на Містер Олімпії, згодом він завоював ще шість титулів і став семиразовим володарем титулу Містер Олімпія. Його рекорд протримався понад 10 років, поки Лі Хейні 1991 року не довів число своїх перемог до восьми.

## Результати
| Місце | Учасник                      |
| ----- | ---------------------------- |
| 1     | Австрія Арнольд Шварценеггер |
| 2     | Куба Серхіо Оліва            |
| 3     | США Рег Льюїс                |